# Isabelle Boulay
Isabelle Boulay (Sainte-Felicité, 6 luglio 1972) è una cantante canadese.
È conosciuta soprattutto nei Paesi francofoni (Canada, Francia, Belgio e Svizzera), dove ha venduto oltre 4,5 milioni di copie.
Isabelle Boulay è stata per molti anni coach di La Voix, versione franco-canadese di The Voice.

## Biografia
Nativa del Québec e di madrelingua francese, nel 1990 alcuni amici la iscrissero al festival Petite-Vallée senza il suo consenso, ma decise di parteciparvi comunque ed ottenne un grande successo.
Nel 1991 vinse il festival della canzone di Gronby con una cover della canzone Amsterdam di Jacques Brel. Nello stesso anno fu invitata a partecipare al festival "Les FrancoFolies de Montréal".
Nel 1993 rappresentò Radio Canada al festival "Truffe de Périgueux" a Périgord in Francia, ottenendo la vittoria nella categoria "miglior canzone francofona". A seguito del suo successo in Francia venne notata dal celebre autore Luc Plamondon, mentre era in cerca di nuovi talenti per una riedizione della sua celebre opera rock Starmania, scritta assieme a Michel Berger, che nel passato ha avuto come interpreti molto nomi illustri come Céline Dion, Tom Jones, Cyndi Lauper, Nina Hagen. Nella nuova edizione di Starmania, Isabelle interpretò il ruolo di Marie-Jeanne.
Nel 1996 presta la sua voce al personaggio "Alys Robi" nell'omonima serie tv e pubblica il suo primo album Fallait pas. Dal 1996 al 2008 ha pubblicato 10 album, fra cui il live Au moment d'etre à vous, in cui reinterpreta grandi successi della musica francese.
Nella sua carriera ha duettato con molti artisti come Charles Aznavour, Johnny Hallyday e Gilbert Bécaud.
Nel 2008 è uscita il suo decimo album "Nos Lendemains", che contiene due cover: una versione francese di Coucouroucoucou Paloma e L'appuntamento.

### Vita privata
Isabelle Boulay ha un figlio di nome Marcus nato nell'ottobre 2008 dalla relazione con il produttore Marc-André Chicoine. Dal 2016 è compagna dell'avvocato e ministro della giustizia francese Éric Dupond-Moretti.

## Discografia

### Album in studio
- 1996 - Fallait pas
- 1998 - États d'amour
- 2000 - Mieux qu'ici-bas
- 2004 - Tout un jour
- 2007 - De retour à la source
- 2008 - Nos lendemains
- 2009 - Chansons pour les mois d'hiver
- 2011 - Les grands espaces
- 2014 - Merci Serge Reggiani

### Album live
- 2000 - Scènes d'amour
- 2002 - Au moment d'être à vous
- 2005 - Du temps pour toi

### Raccolte
- 2002 - Ses plus belles histoires
- 2012 - Master série